# グラヴリーヌ
グラヴリーヌ （フランス語:Gravelines、オランダ語:Grevelingen）は、フランス、オー＝ド＝フランス地域圏、ノール県のコミューン。

## 地理
グラヴリーヌは北海沿いの海側フランドルの、古来からの戦略的要所に位置し、アルトワの入り口であるアー川河口を含む。

## 交通
TGVとユーロスターを利用して英仏海峡トンネルへ行ける。高速道路はA16とA25。

## 由来
1040年にGraveningaとして名前が記されている。ゲルマン語の接尾辞-ingは、通常は人名につけられ、しばしば北の地名に現れる。アルベール・ドーザとシャルル・ロステンは、古いゲルマン語Graoineであるとする。この名は写本Codex principis olim Laureshamensis Abbatiae diplomaticus（ヘッセンのロルシュ修道院の歴史を記している）にて見つかっている。他の説では、説得力がないが、オランダ語で掘ることを意味するgravenが加わっているとする。

## 歴史

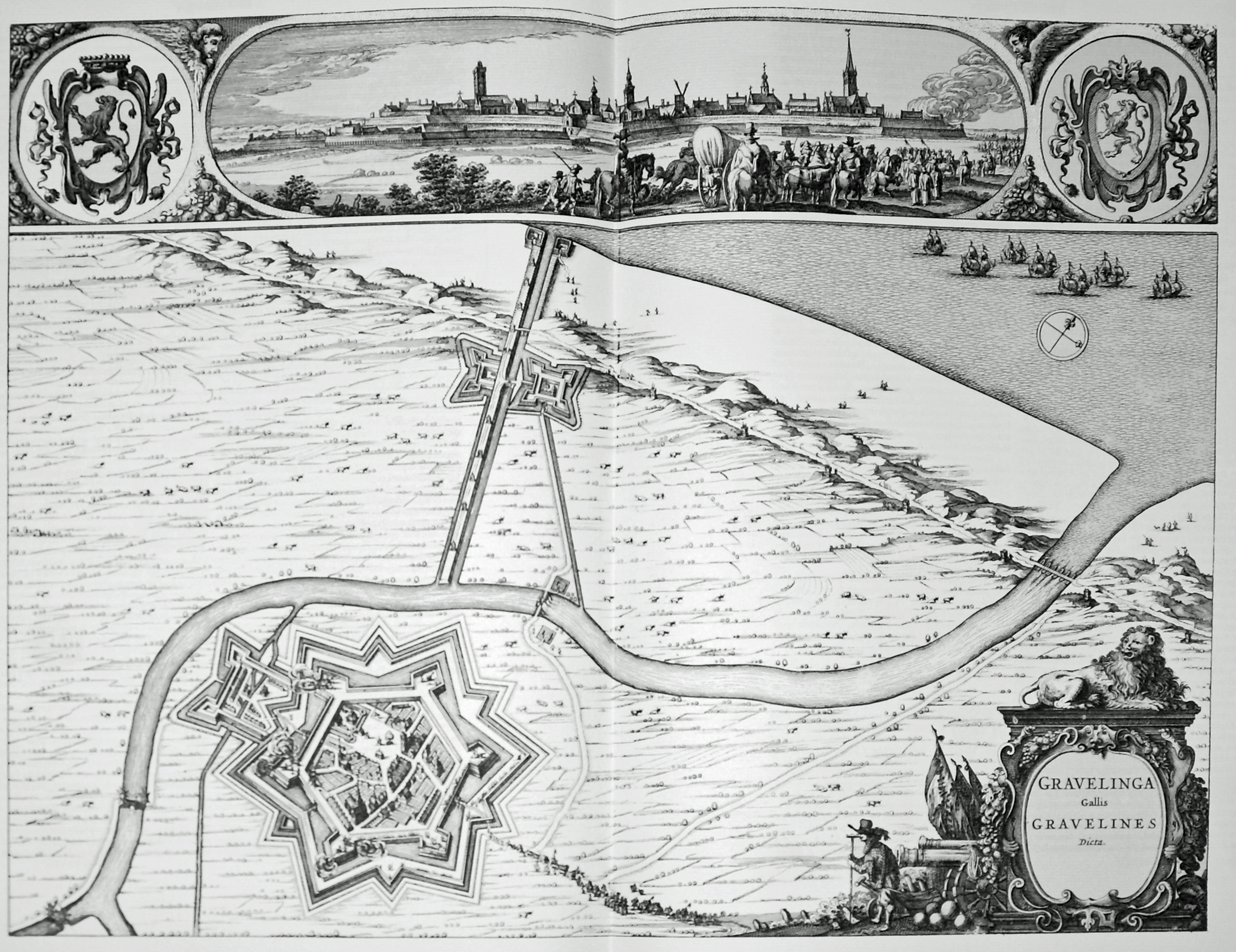
1641年に描かれたグラヴリーヌ

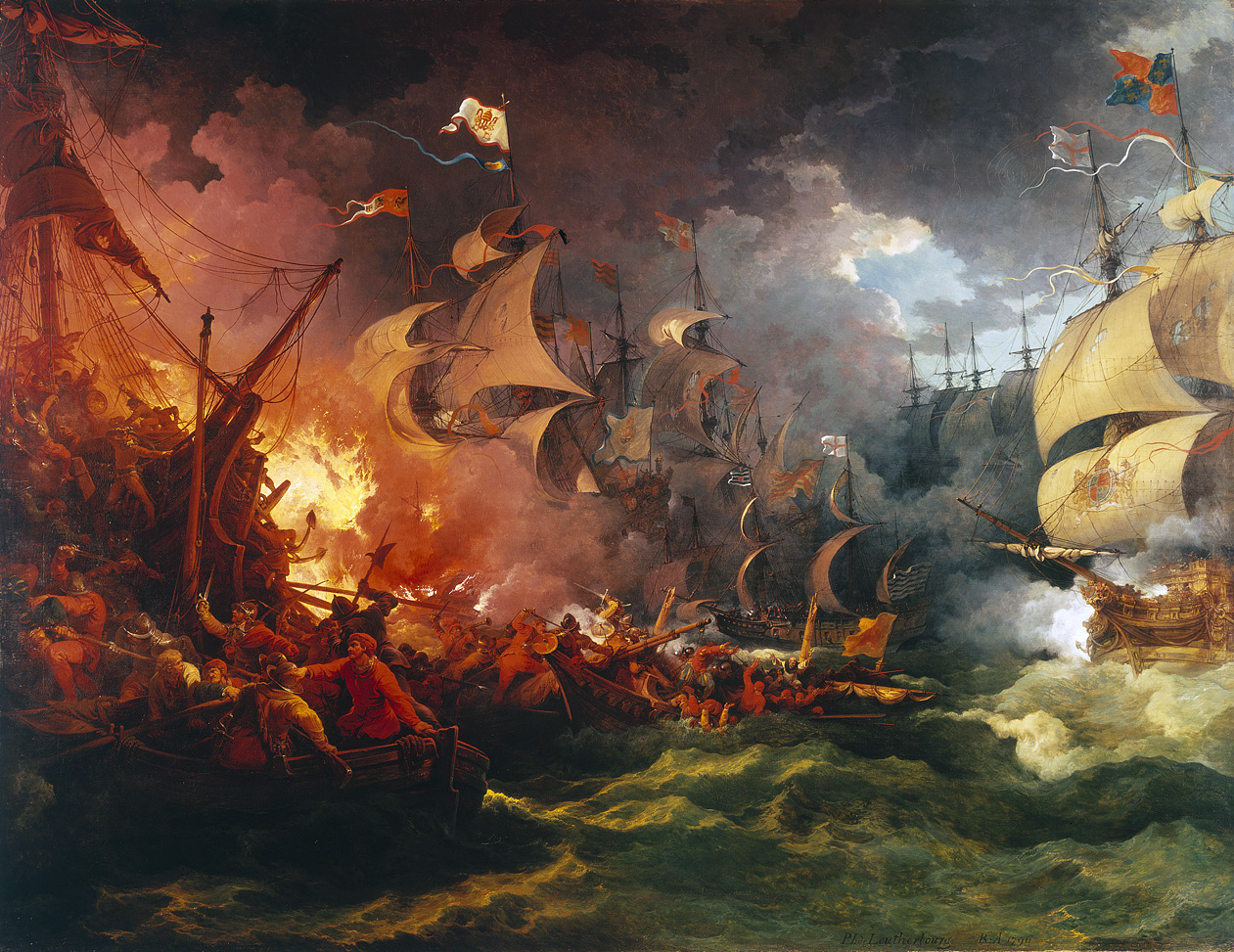
アルマダの敗戦、フィリップ・ジェームズ・ド・ローターブーグ、1796年

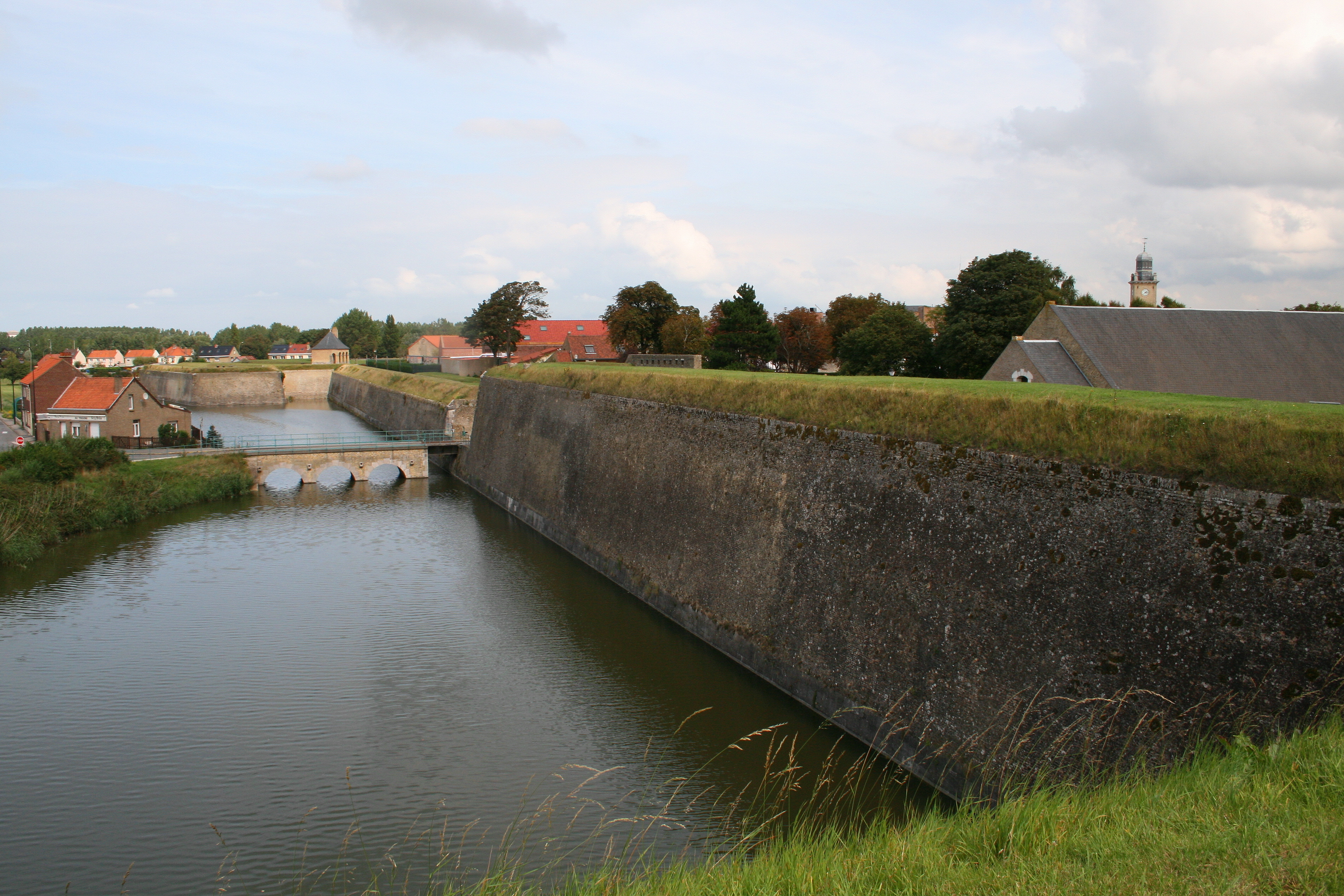
グラヴリーヌ要塞跡

ローマ征服時代、モリニ族（ベルギカのガリア人部族）の領域は現在のグラヴリーヌの一部であり、水が土地を浸食していた。グラヴリーヌの真の歴史が始まるのは800年代、ブルートランドが干拓されて以後、アングロサクソン人司教が聖ウィリブロルドに捧げた礼拝堂を建てた頃である。
12世紀半ば、フランドル伯ティエリー・ダルザスは、海に面した地域に領土を広げることにした。彼はアー川の掘削をして海港を建設した。住民は住居として用いる剛健な砦を建設した。1159年から1163年までの間に町はニーウポールト（nieuwpoort、新しい港）の名を授けられ、これがグラヴリーヌとなった。ニシン漁の町、果物・ワイン・塩の中継港として、グラヴリーヌは最上の土地と繁栄を得ていた。周辺の土地は干拓され、文化と繁栄が広まった。サントメール商人が商売を維持し、新たな都市は海岸沿いの重要な都市となった。都市は貿易や漁業で繁栄していたが、すぐにそれは歴史の苦悩に直面した。軍事的、政治的理由から、グラヴリーヌは何度も攻撃され破壊されたからである。
13世紀から都市経済が下降した。アー川河口に泥が沈殿して港に接続できなくなった。フィリップ2世とフィリップ4世の遠征軍がグラヴリーヌへ侵攻し略奪が行われるたび、グラヴリーヌは復興した。1213年、フランスとの同盟を破棄したフランドル伯を懲らしめるため、フランス軍はグラヴリーヌを荒らした。1302年、ウダール・モービュイッソンがグラヴリーヌを再び荒らし、カレー陥落後の1383年にはイングランド軍が町を襲撃した。
アー川河口にあるグラヴリーヌは、カレーシス地方とフランドル地方の間にある国境の町だった。戦略的要所であるとみなし最初に防衛強化を行ったのはブルゴーニュ公である。神聖ローマ皇帝カール5世はグラヴリーヌの城を再建し、砦の膨大な事業を開始した。後継者であるフェリペ2世は父の事業を引き続き行い、自らの名を冠した砦を砂丘の上に築いた（18世紀に廃墟となった）。1588年、イングランド艦隊がグラヴリーヌ沖合においてアルマダ艦隊を沈めた。
1644年、ルイ13世の王弟ガストンがグラヴリーヌを包囲し、陥落させた。1652年、オーストリア大公レオポルト（皇帝フェルディナント2世の末子）が要塞を包囲した。1654年、グラヴリーヌ城内の火薬庫爆発によって、民家の3/4が破壊された。1658年、フランス元帥ラ・フェルテとヴォーバンがグラヴリーヌを最終的に陥落させた。1659年、ピレネー条約によって正式にグラヴリーヌはフランス領となった。しかし国境の町でなくなったことで要塞の重要性が失われた。20世紀初頭まで、グラヴリーヌには駐屯地が置かれた。
19世紀、グラヴリーヌは地元の漁業資源の先細りに直面していた。ニシン、タラ、サバの三種類が高い格付けがなされていたが、イギリス沿岸でこの三種類が好まれなくなっていったのである。多くの漁師が不況に苦しんだ。城外にある集落は、アイスランド沖での漁業で成長していった。そんな集落の1つグラン＝フォール＝フィリップは1884年にコミューンとなった。
1827年に建設された鐘楼は、ベルギーとフランスの鐘楼群の一つとして、2005年にユネスコの世界遺産に登録された。
現在のグラヴリーヌは、長い間極貧の町として知られていた姿でない。欧州最大の原子力発電所であるグラヴリーヌ原子力発電所が設置され（原子炉が6つ）、フランス電力が支払う事業税のため、コミューンの表情を完全に一変させた。

## 経済
300以上の会社がグラヴリーヌにある。
- グラヴリーヌ原子力発電所は、年間35億kWhの電力量を生み出す。
- アルミニウム・ダンケルクは、リオ・ティント・アルキャンのグループ会社である。
- アクアノールは、フランス有数の養殖業会社で、タイの養殖で知られる。

## 姉妹都市
- ビブリス、ドイツ
- en:Fáskrúðsfjörður、アイスランド
- ダートフォード、イギリス